# Христо Узунов (актьор)
Вижте пояснителната страница за други личности с името Христо Узунов.
Христо Стоилов Узунов е български актьор. Най-активно се занимава с озвучаване на радио и ТВ реклами, филми и сериали.

## Ранен живот
Христо Узунов е роден на 1 октомври 1971 г. Завършва СУ „Георги Измирлиев“ в Горна Оряховица.
От 1993 до 1997 г. учи в Югозападен университет „Неофит Рилски“ в класа на професор Надежда Сейкова и завършва със специалност „Актьорско майсторство“.

## Актьорска кариера
Христо Узунов играе в Драматичен театър „Владимир Трандафилов“ във Видин и театър „Любомир Кабакчиев“ в Казанлък. От 1997 г. е на свободна практика. Участва в сериалите „Стъклен дом“ и „Под прикритие“.

## Кариера на озвучаващ актьор
Узунов се занимава активно с озвучаване от 1999 г.
Сред по-известните сериали, в които участва, са „Право на любов“, „Приключенията на Бриско Каунти младши“ (дублаж на Диема Вижън), „Адвокатите“, „Росалинда“ (дублаж на Диема Вижън), „В опасна близост“, „Звеното“, „Щети“, „Черният списък“, „Мутра по заместване“ и „Закон и ред“, както и анимационните поредици „Х-Мен“, „Статичен шок“, „Самурай Джак“ (дублаж на Арс Диджитал Студио), „Галактически футбол“ (дублаж на Медиа Линк) и „Пингвините от Мадагаскар“ (дублажи на Диема Вижън и TV7).
Той е гласът на предаванията „Кошмари в кухнята“ и „Бригада нов дом“.
На 27 март 2018 г. получава наградата „Икар“ в категория „най-добър дублаж“ (актьор) (тогава наричана „Златен глас“) за дублажа на Фома в „Мутра по заместване“, за която е номиниран заедно с Петър Бонев за Олаф в „Замръзналото кралство: Коледа с Олаф“ и Явор Караиванов за Ектор в „Тайната на Коко“.
Освен с войсоувър, сред ролите му в нахсинхронни дублажи са Чик Хикс в първия и трети филм на поредицата „Колите“, Леброн Джеймс в „Космически забивки: Нови легенди“, Франк Улф в „Круиз в джунглата“, Командир Бърнсайд в „Баз Светлинна година“, Батман в „DC Лигата на супер-любимците“ и други.

## Филмография
- „Паричка с копринен конец“ (1997)
- „Магна Аура — изгубеният град“ (2008)
- „Под прикритие“
- „Столичани в повече“ (2014) – Чилингиров
- „Пътят на честта“ (2021) – Мъж от 90-те години

## Личен живот
Женен е и има три деца.